# مارسيلو أجنوليتو
مارسيلو أجنوليتو (بالإيطالية: Marcello Agnoletto)‏ (مواليد 2 يناير 1932) هو لاعب كرة قدم إيطالي محترف متقاعد لعب كلاعب خط وسط.